# Fornos de Algodres (freguesia)
Fornos de Algodres is een plaats (freguesia) in de Portugese gemeente Fornos de Algodres en telt 1686 inwoners (2001).